# Корнике
Корни́ке или Корни́ки — исчезнувший город Рязанского княжества, упомянутый в летописном «Списке русских городов дальних и ближних». Отождествляется с городищем Городки у села Городищи в Венёвском районе Тульской области.
Городище находится западнее села при впадении речки Корнички в реку Шат. Оно имеет площадь 0,8 га и находится на высоте 15-20 м над уровнем воды. С напольной стороны оно окружено тремя валами высотой от 2,5 до 4 м и двумя рвами. Культурный слой городища содержит материалы железного века и древнерусского времени XII—XIV веков. С западной стороны к городищу примыкает площадка под названием Старое Дворище, содержащая культурные слои XII—XIV и XVII—XVIII веков. В непосредственной близости также открыты семь неукреплённых поселений, образовывавших единый древнерусский комплекс городского типа площадью свыше 30 га. В 1989 и 1994 годах городище было повреждено карьерными и строительными работами, больше всего пострадало Старое Дворище.
Название города восходит к корню «кор», который, вероятно, означает «место, расчищенное под пашню и вновь заросшее лесом». Судя по подъёмному материалу, включающему в себя бытовые и военные предметы, город возник в центре племенного вятичского объединения в XII — начале XIII века. Он не был затронут монгольским нашествием, но во второй половине XIII века жизнь в нём затухла. Она возродилась на рубеже XIII и XIV веков, когда были возведены более мощные укрепления и на посаде был построен храм. К концу XIV население полностью покинуло территорию. В эпоху существования здесь засечной черты данный участок назывался Карницкой засекой. При ликвидации засечной черты население Карницкого стана было переселено в д. Пилюшино в 8 км к северо-западу, которая со временем стала называться Карники.